# Florence Turner
Florence Turner (6 de enero de 1885 – 28 de agosto de 1946) fue una actriz estadounidense, conocida como la "Chica Vitagraph" en los primeros tiempos del cine mudo.

## Biografía
Nacida en Nueva York, fue llevada por su madre a trabajar en el teatro con solo tres años de edad apareciendo regularmente en diversas obras.
En 1906 se unió a la incipiente industria cinematográfica, firmando con los pioneros estudios cinematográficos Vitagraph Studios. Turner debutó en Cast Up by the Sea (1907).
En esa época todavía no había estrellas cinematográficas. No se mencionaba siquiera el nombre de los actores, pues todavía no se usaban extensos títulos de crédito. Únicamente se mencionaba el nombre de la compañía y la película. Como el contenido de las películas evolucionaba a partir de una situación simple, a algunos de los héroes y heroínas se les daba una identidad vaga, tal como la "Chica Edison", etc.
Aunque era conocida como la "Chica Vitagraph" en sus primeros cortos cinematográficos, Turner llegó a ser la actriz estadounidense más popular de la pantalla (en esa época todavía dominada por las películas francesas, especialmente de las compañías Pathe y Gaumont). Su valía para el estudio se reconoció en 1907 cuando su sueldo se elevó a los 22 dólares semanales – como proto-estrella más costurera a tiempo parcial. Era una cantidad algo menor de la ganada por los actores principales masculinos, especialmente aquellos con experiencia teatral, particularmente el muy popular Maurice Costello. En 1910 Florence fue emparejada varias veces con el rompecorazones Wallace Reid, en su camino hacia el estrellato. 
A causa de la solicitud de identificación por parte del público, a los pocos años ya era famosa como Florence Turner. Pero con la llegada de más estrellas como Gene Gauntier y Marin Sais de los Estudios Kalem, Marion Leonard y Mary Pickford de los Estudios Biograph, y Florence Lawrence (de Vitagraph, y de Independent Motion Picture Company desde 1910), Florence Turner dejó de ser única. En 1913, buscó nuevas oportunidades, y dejó los Estados Unidos acompañada por su buen amigo Laurence Trimble, quien la dirigió en numerosas películas. Viajaron a Inglaterra, donde ambos empezaron a trabajar en el music-hall de Londres.
En ocasiones escribió guiones y dirigió sus propias películas, incluyendo varias comedias. También organizó su propia compañía productora, Turner Films, para la cual filmó más de treinta cortos. 
Turner entretuvo a las tropas aliadas durante la Primera Guerra Mundial. Volvió a los Estados Unidos tras el Armisticio, pero no tuvo el éxito anterior. En 1920, fue otra vez a Inglaterra, donde permaneció hasta trasladarse a Hollywood, virtualmente olvidada, en 1924.
Para entonces tenía 39 años de edad y, en una época donde se enfatizaba el glamour y juventud en pantalla, sus días de estrellato habían quedado atrás. Siguió apareciendo en papeles secundarios, cuando era capaz de encontrar trabajo.
En 1928, actuó en un pequeño papel en la obra Sign of the Leopard, en Broadway, la cual se representó en 39 ocasiones. Turner obtuvo un puesto en la Metro-Goldwyn-Mayer de Louis B. Mayer en los años treinta, pero sus apariciones eran limitadas. Hacía pequeñas actuaciones, y trabajaba como extra.
Posteriormente se trasladó a la Motion Picture Country House, una comunidad de retiro para miembros de la industria cinematográfica en Woodland Hills (Los Ángeles).
Tras aparecer en más de 160 películas, Florence Turner falleció a los 61 años en Woodland Hills. Fue incinerada en un depósito de cadáveres de Hollywood y, a petición suya, no hubo funeral.

## Filmografía seleccionada
- Romance of a War Nurse (1908)
- Romeo y Julieta (1908)
- The Heart of a Clown (1909)
- Uncle Tom's Cabin (1910)
- Rose Leaves (1910)
- A Tale of Two Cities (1911)
- Birds of a Feather (1911)
- Aunty's Romance (1912)
- Daisy Doodad's Dial (1914)
- Through the Valley of Shadows (1914)
- Fool's Gold (1919)
- Hornet's Nest (1923)
- College (El colegial) (1926)
- The Sign of the Cross (1932)
- One Rainy Afternoon (1936)
- Whisling in Brooklyn (1943)
- Thousands Cheer (1944)